# N00b
Noob je slengovska beseda, ki je okrajšava besede za začetnika ali novinca (angl. newbie). Lahko je uporabljena tudi zaničevalno. Ljudje, ki si pravijo 1337 (leet - izhaja iz elite, pomeni pa nekaj več, boljše) zaničujejo slabše, neizkušene.